# Gasunie Deutschland

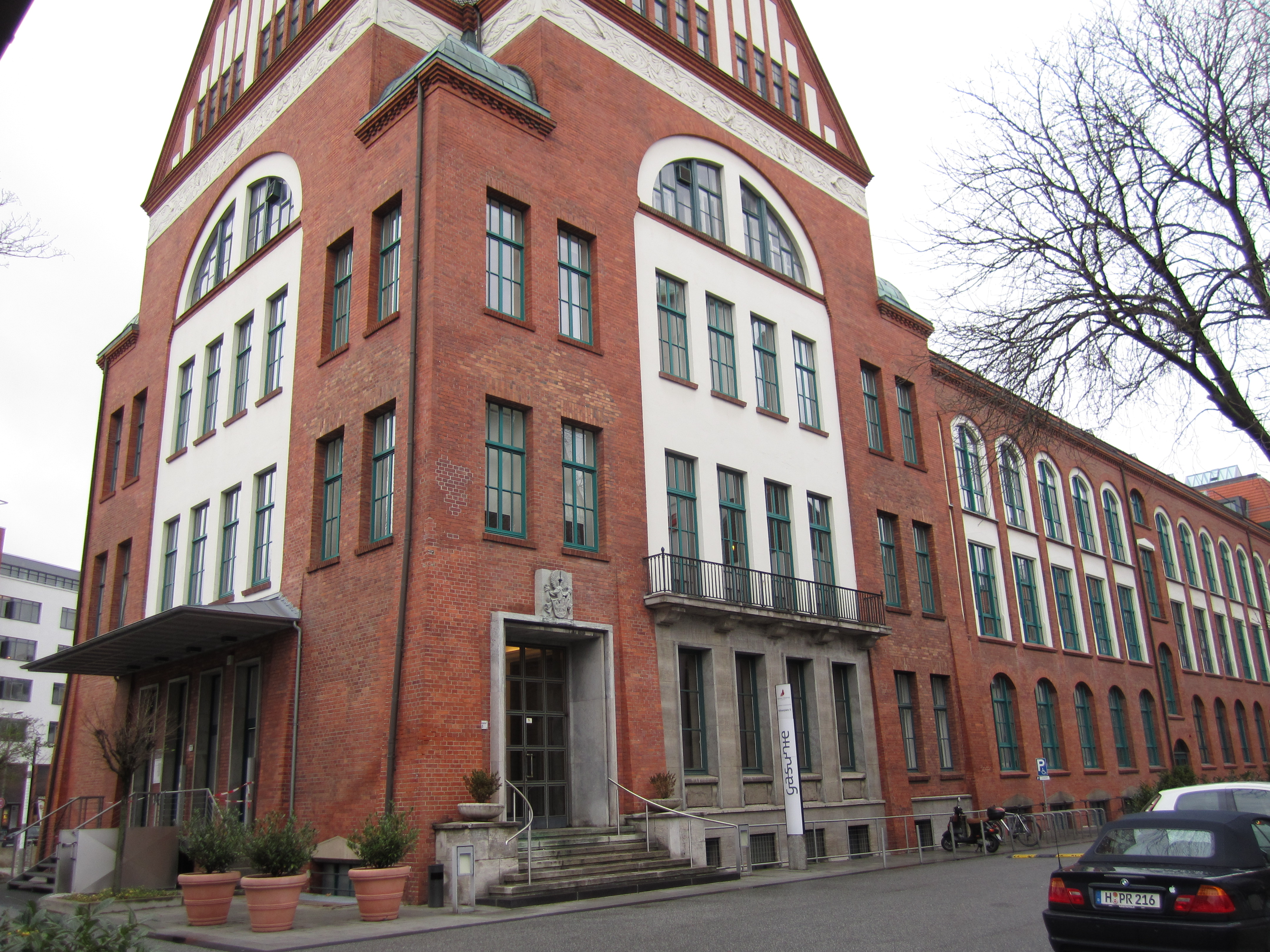
Firmensitz in Hannover

Die Gasunie Deutschland GmbH & Co. KG mit Sitz in Hannover und ihrem Tochterunternehmen Gasunie Deutschland Transport Services GmbH ist ein Fernleitungsnetzbetreiber für Erdgas. Das Unternehmen ist eine 100%ige Tochter des niederländischen Staatsunternehmens Gasunie mit Sitz in Groningen.
Das Unternehmen gehört neben Open Grid Europe, Thyssengas, Gascade und Ontras zu den größten deutschen Erdgastransportunternehmen. Das Fernleitungsnetz der Gasunie Deutschland ist räumlich auf Norddeutschland beschränkt, jedoch mit dem Netz der N.V. Nederlandse Gasunie in Oude Statenzijl verknüpft. Beteiligungen bestehen unter anderem an den Pipelines NETRA und NEL.

## Unternehmensgeschichte
Die Gasunie Deutschland GmbH & Co. KG hat mit Wirkung zum 1. Juli 2008 die BEB Erdgastransport GmbH & Co. KG einschließlich deren Beteiligungen von ExxonMobil und Shell übernommen.

## Gasunie Transportsystem
An 30 verschiedenen Punkten (davon fünf Cross-border-Stationen) kann Erdgas in das deutsche Gasunie-Transportnetz eingespeist werden. Die Übergabe erfolgt an 175 Ausspeisestationen. Zehn Verdichterstationen mit insgesamt 31 Verdichtereinheiten sorgen für den Transport des Gases. Die zentrale Steuerung der transportierten Gasmengen erfolgt in der Leitzentrale Schneiderkrug. Die wesentlichen Strukturdaten des Netzes sind für das Jahr 2024:
- 4.609 km Leitungslänge
- Jahresarbeit ca. 244 Mrd. kWh
- Jahreshöchstlast ca. 43 Mio. kWh/h am 17. Januar 2024
- 203 Ausspeisestationen (Hochdruck)